# Swingle Singers

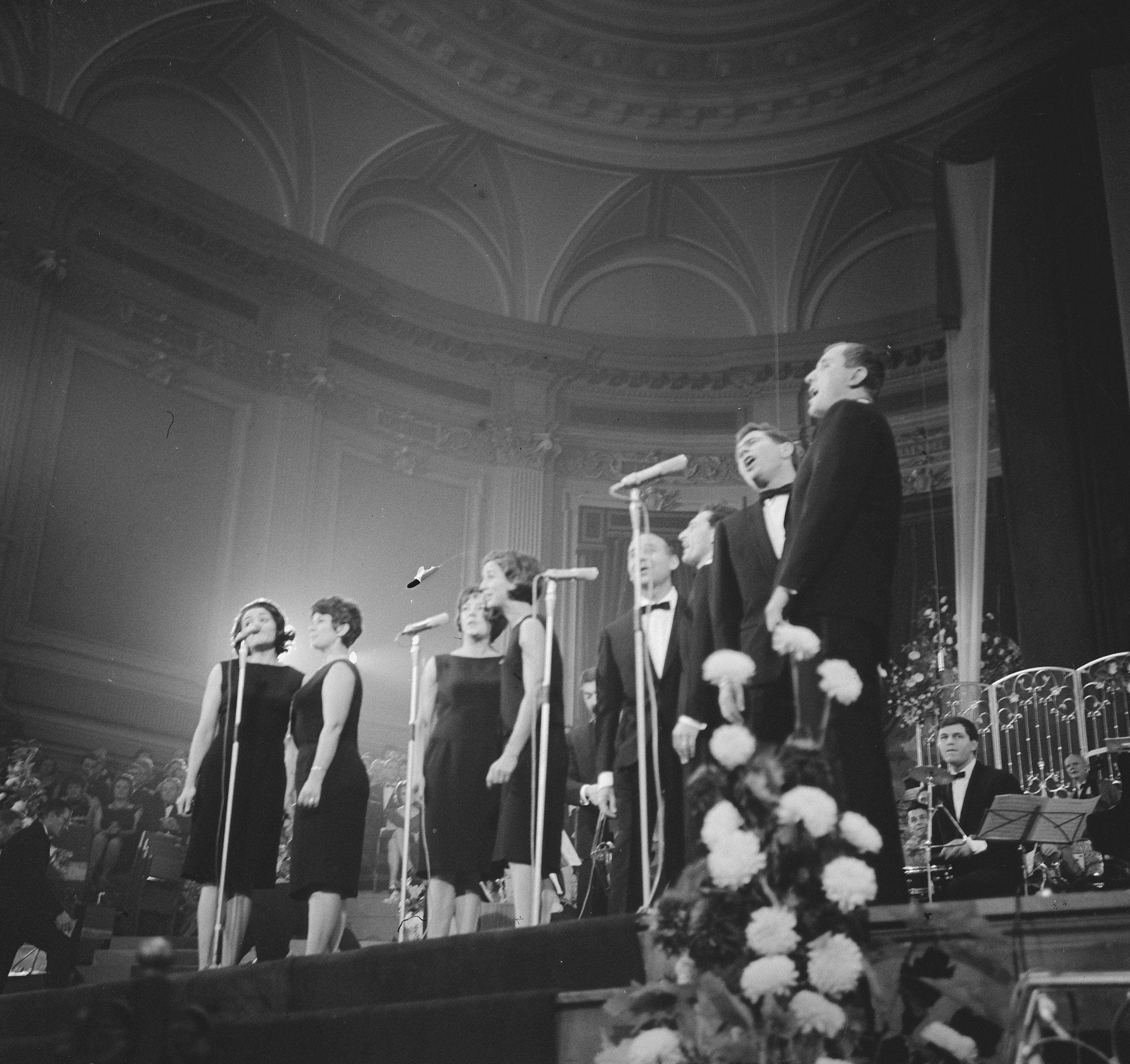
The Swingle Singers (1964)

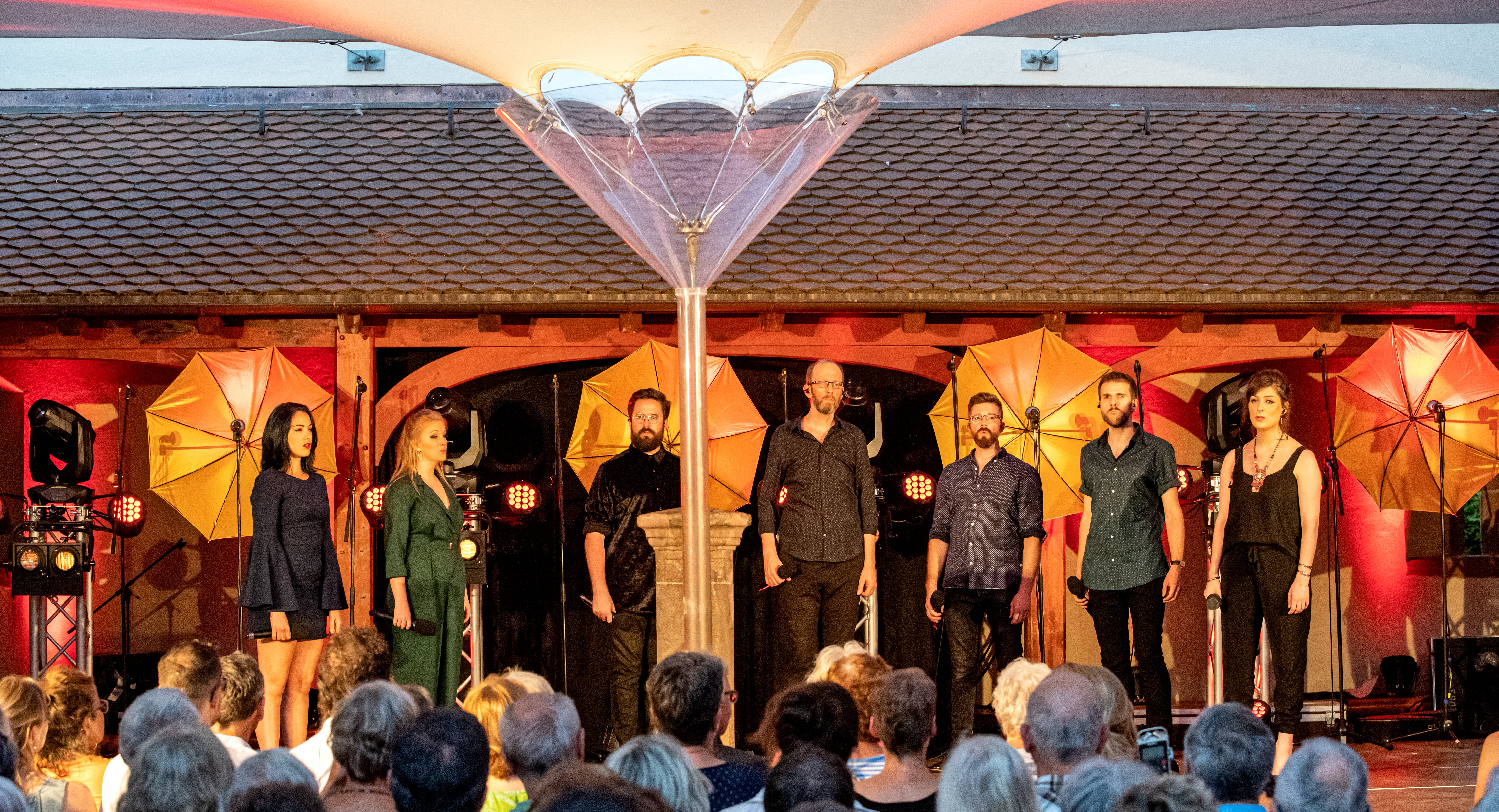
The Swingles на фестивалі [Black Forest Voices] у Кірхцартені (Німеччина) 29 червня 2019 року

«The Swingle Singers» або «The Swingles» — вокальний ансамбль, який виконує музику a cappella. Він був заснований у 1962 році в Парижі як група бек-вокалістів під керівництвом Ворда Свінгла.

## Історія гурту
Крістіан Леґран, сестра композитора Мішеля Леґрана, була першою сопраністкою ансамблю, який складався з восьми членів: двох сопрано, двох альтів, двох тенорів і двох басів.
На початку своєї кар'єри вони працювали з такими солістами як Едіт Піаф, Мішель Леґран і Шарль Азнавур. Пізніше ансамбль розпочав власну кар'єру та виконувати джазові обробки композиторів минулих епох. У 1963 році гурт випустив свій дебютний альбом — «Jazz Sebastian Bach», у якому звучали клавірні твори Й. С. Баха виконувані вокальною технікою скет. Цим альбомом гурт здобув премію «Греммі» та всесвітню популярність. У середині 1960-х гурт випустив ще два подібні альбоми, де за основу бралися твори В. А. Моцарта та Телемана.
З 1970-х репертуар гурту збагатився аранжуваннями джазових та рокових стандартів. Гурт декілька разів змінював свій склад, а також місце базування — зараз гурт базується у Британії, всі його учасники — вихідці з англомовних країн. Проте склад вокалістів у ансамблі залишається сталим — їх вісім: два сопрано, два альти, два тернори і два баси.

## Дискографія
У час існування групи «The Swingles» у Парижі вокалісти регулярно записували диски у фірмі звукозапису «Philips Records» у 1960 та 1970 роках; лондонська група продовжувала записи з такими лейблами як Columbia / CBS, Virgin Classics, Decca Records та іншими, починаючи з 1974 року до сьогоднішнього часу.

### The Swingle Singers (Париж, 1962–1973)
- Jazz Sébastien Bach (1963) Philips – a.k.a. Bach's Greatest Hits
- Going Baroque / de Bach aux Baroques (1964) Philips
- Swinging Mozart (1965) Philips – a.k.a. Anyone for Mozart?
- Les Romantiques (1965) Philips – a.k.a. Getting Romantic
- Swingling Telemann (1966) Philips – a.k.a. Rococo À Go Go
- Place Vendôme with the Modern Jazz Quartet (1966) Philips – a.k.a. Encounter
- Sounds of Spain: Concerto d'Aranjuez (1967) Philips – a.k.a. Spanish Masters
- Operazione San Pietro (movie soundtrack) (1968) C.A.M.
- Noëls Sans Passeport (1968) Philips – a.k.a. Christmastime
- Jazz Sébastien Bach, Vol. 2 (1968) Philips – a.k.a. Back to Bach
- American Look (1969) Philips
- Sinfonia: Luciano Berio conducting the New York Philharmonic and Swingle Singers (1969) Columbia / CBS
- Faisceaux-Diffractions / Swingle Novae (1972) Barclay / Inédits ORTF
- The Joy of Singing (1972) Philips – a.k.a. Les 4 Saisons, "Le Printemps"
- Bitter Ending (1972) Epic Records

### Swingle II / The Swingles / Нова група The Swingle Singers (Лондон, 1974 – сьогодення)
- Madrigals / Love Songs for Madrigals and Madriguys (1974) CBS Records 80147 / Columbia Records
- Words & Music (1974) CBS Records
- Rags and All that Jazz (1976) CBS Records
- Lovin' You: Words and Music Vol. 2 (1976) CBS Records 81546
- Baroque (1976) CBS Records
- Luciano Berio and Swingle II - A-Ronne / Cries Of London (1976) Decca Records
- English and French Songs (1977) RCA
- Pieces of Eight (1977) CBS Records 82305
- Swingle Bells (1978) Moss Music Group / EMI
- No Time to Talk (1979) CBS Records
- Swingle Skyliner (1979) Moss Music Group / EMI
- Folio (1980) Moss Music Group / EMI
- The Swingle Singers "Live" in New York '82 (2006) Swing CD R01 (archive release)
- Reflections (1985)
- Instrumentals (1986), Polydor
- Live at Ronnie Scott's (1987)
- The Swingle Singers Christmas Album (1987) Swing CD 3 - Made in England
- Nothing But Blue Skies (1988) TRAX (Modem 1009)
- Azio Corghi: Mazapegul, Ballet for vocal octet and oboe, написаний у 1985, записаний на Dischi Ricordi CRMCD 1006 (1988)
- 1812 (1989) Swing CD4, перевипущений Virgin Classics (1995) – мікс з 8 студій та 7 живих записів
- The Bach Album (1991) Swing CD5, перевипущений Virgin Classics як Bach Hits Back (1994), скорочений до 5 треків
- A Cappella Amadeus, A Mozart Celebration (1991) Virgin Classics
- Around the World, Folk Songs (1991) Virgin Classics – a.k.a. (Around the World) Folk Music
- Luciano Berio: Sinfonia, Eindrücke (1992) Erato – виступ з Національним оркестром Франції під керівництвом диригента П’єра Булє
- Notability (1993) Swing CD7
- The Story of Christmas (1994) Swing CD8, другий випуск Primarily A Cappella (1998)
- Pretty Ring Time (1994) Swing CD9
- New World (1995) Swing CD10
- The Swingle Singers Sing Irving Berlin (1996) Sanctuary Records. Перевипущений з Nothing But Blue Skies, The Irving Berlin Songbook, a.k.a. A Celebration of the Voice a.k.a. Top Hat White Tie and Tails
- The Swingle Singers, Live! (1997) Swing CD11
- Screen Tested (1998) Swing CD12
- Ticket to Ride - A Beatles Tribute (1999) Swing CD15, перевипущений Primarily A Cappella (2002)
- Keyboard Classics (2000) Swing CD16, перевипущений Primarily A Cappella (2002) – a.k.a. Dabadaba Classics, King
- Live in Japan (2001) Swing CD17 (записаний у грудні 2000)
- Mood Swings (2002) Swing CD18 – Primarily A Cappella, a.k.a. Dabadaba Swing, King
- Retrospective: The 40th Anniversary Show (2003) Swing CD19 - Primarily A Cappella (live)
- Unwrapped (2004) Swing CD20 - Signum – a.k.a. Just Voices: A Cappella Christmas (Evosound)
- Dido's Lament (2005) Swing CD S01 – EP
- Beauty and the Beatbox (2007) Signum – з артистом, який викунував бітбокс –  Shlomo
- Ferris Wheels (2009) Swing CD22
- Yule Songs (2011) Swing CD23 – EP
- Weather to Fly (2013) World Village
- Deep End (2015)
- Yule Songs II (2015)
- Folklore (2017)